# Klaus Zeisler
Klaus Zeisler är en östtysk kanotist.
Han tog bland annat VM-silver i C-1 500 meter i samband med sprintvärldsmästerskapen i kanotsport 1974 i Mexico City.